# Technomyrmex bicolor
Technomyrmex bicolor é uma espécie de formiga do gênero Technomyrmex.